# Cartea Morților

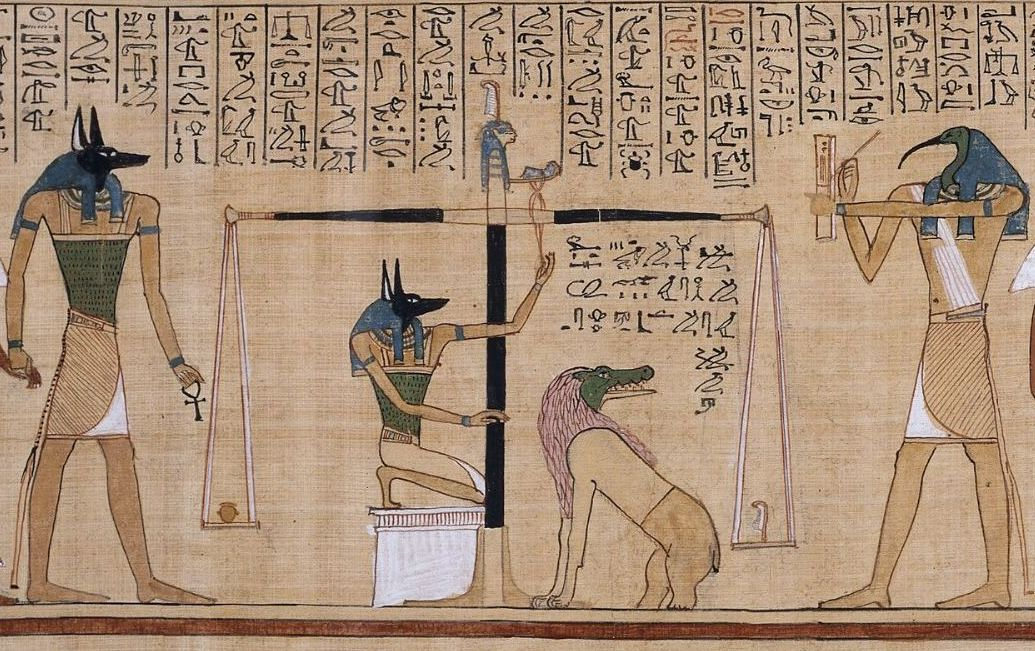
Acest detaliu al unei imagini din Papirusul lui Hunefer (aprox. 1375 î.Cr.), arată inima lui Hunefer cum este măsurată pe cântarul lui Maat având contragreutate pana adevărului, cel care măsoară este zeul cu cap de șacal Anubis. Cel cu cap de ibis, Thot, scribul zeilor, scrie rezultatul măsurătorii. În cazul în care inima lui Hunefer este mai ușoară decât pana el are permisiunea de a trece în viața de apoi. Dacă nu, el este mâncat de creatura Ammit cea compusă din părți de crocodil, leu și hipopotam. Scenete, ca aceasta, sunt o ilustrare comună a cărților egiptene a morților.

Cartea Morților este numele comun în Egiptul antic al textelor funerare cunoscute și ca Vrăji de Chemare.
Cartea Morților este o descriere a concepției egiptene despre viața de apoi, precum și o colecție de imnuri, vrăji și instrucțiuni pentru a permite celui decedat să treacă prin diferitele obstacole spre viața de apoi.
Cartea Morților a fost cel mai frecvent scrisă pe papirusuri defilate și plasate în sicriul din camera mortuară a decedatului.

## Etimologie
Numele de Cartea Morților a fost inventat de egiptologul german Karl Richard Lepsius, care a publicat o selecție de 192 de texte, în 1842, cuprinzând rugăciuni, formule magice și indicații referitoare la traseul pe care îl urmează sufletul după moarte. Când a fost descoperită prima dată Cartea Morților a fost considerată a fi Biblia egiptenilor antici. Dar, spre deosebire de Biblie, Cartea Morților nu stabileste principiile religioase ce trebuiesc respectate de un credincios. Cartea nici nu a fost considerată de vechii egipteni care fiind produsul unei revelații de natură divină, astfel încât conținutul ei să nu poată fi schimbat în timp.
Numele cărții în limba egipteană este rw nw prt m hrw. Această denumire derivă din titlul unuia dintre cele mai importante vrăji, vraja 17, prt m hrw.
Rw este pluralul lui r 'hieroglifa gură'. R se poate referi la a spune un lucru, cum ar fi o propoziție sau, în acest caz, un ritual de incantație.
Nw este o variantă a adjectivului genitival a lui n ('de' sau 'la'). Nw este forma masculină la plural.
Prt este o acțiune ne-derivată din verbul prj 'a se ridica'. Ea exprimă actul de ridicare sau de înviere.
M este o prepoziție cu sensul 'în', (în timpul).
Hrw înseamnă 'zi', 'timp de o zi'.
Astfel, o traducere literală ar fi 'enunțurile de ridicare în timpul zilei'. O traducere ușor mai flexibilă ar putea fi 'vrăji pentru trecere în timpul zilei'.

## Versiuni
Cu toate că în timpul Regatului Nou (1570 î.Hr.–1070 î.Hr.) Cartea Morților nu a fost organizată sau standardizată, versiunile datând din această perioadă sunt cunoscute sub numele de 'Revizuirea Tebană'. 
În perioada a treia intermediară egipteană (1070 î.Hr. - 664 î.Hr.) Cartea Morților a devenit tot mai standardizată și mai organizată, cărțile din această perioadă sunt cunoscute sub numele de 'Revizuirea Saite'.

## Creația
Cărțile erau adesea prefabricate în ateliere funerare, cu spațiu liber pentru numele celui decedat care urma să fie scris mai târziu. Ele sunt de obicei activitatea mai multor cărturari și artiști a căror operă a fost literalmente lipită împreună. Costul unei cărți standard era echivalent cu salariul pe o jumătate de an a unui muncitor, astfel încât cumpărarea lor era planificată cu mult timp înainte de moartea persoanei. Prețul papirusului utilizat pentru carte depășea de obicei costul creației, astfel încât de cele mai multe ori papirusul era reutilizat pentru a se micșora cheltuielile.
Imaginile care ilustrau textul au fost considerate obligatorii. Imaginile erau atât de importante că de multe ori textul este trunchiat pentru a se potrivi spațiului disponibil în conformitate cu imaginea. Dacă calitatea miniaturii se făcea de obicei la un nivel ridicat, în schimb calitatea textului era de cele mai multe ori foarte rea. Scribii, de obicei, scriau greșit, nu scriau toate cuvintele sau introduceau text greșit sub imagini.

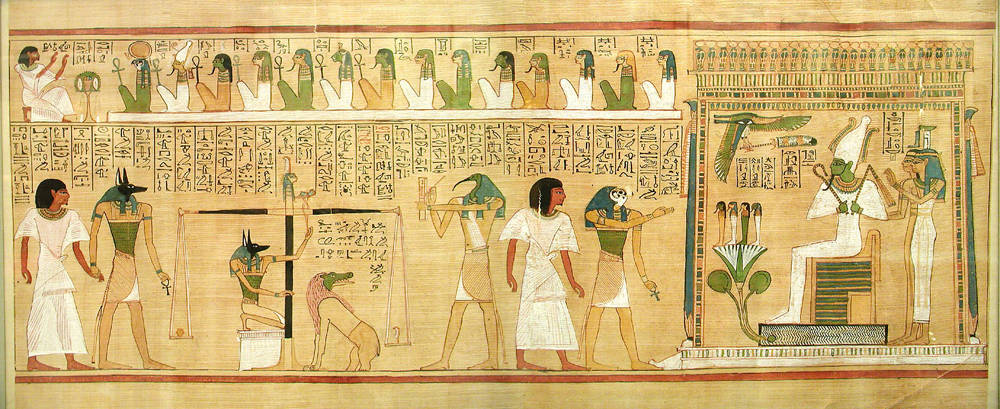
Acest tablou, din papirusul lui Hunefer, arată inima lui Hunefer cum este cântărită. În scena anterioară, Hunefer este condus la sala de judecată de către Anubis . După cântărire, Hunefer triumfător că a trecut testul, este prezentat de Horus la altarul lui Osiris care are pielea verde, zeul lumii de dincolo și al morții, însoțit de Isis și Nephthys. 14 zei egipteni, stând jos, sunt desenați mai sus, în ordinea judecătorilor.
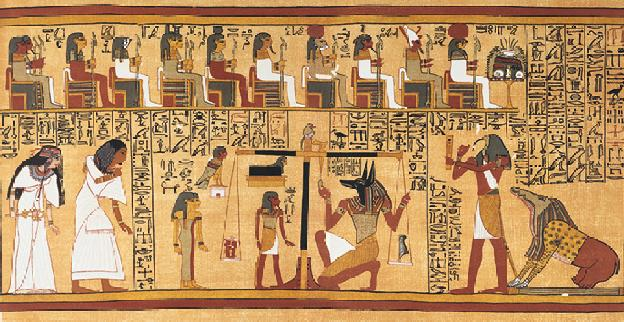
Cântărire a inimii, scenă de pe Papirusul lui Ani, cca. 1200  î.Hr.

## Istoria publicărilor

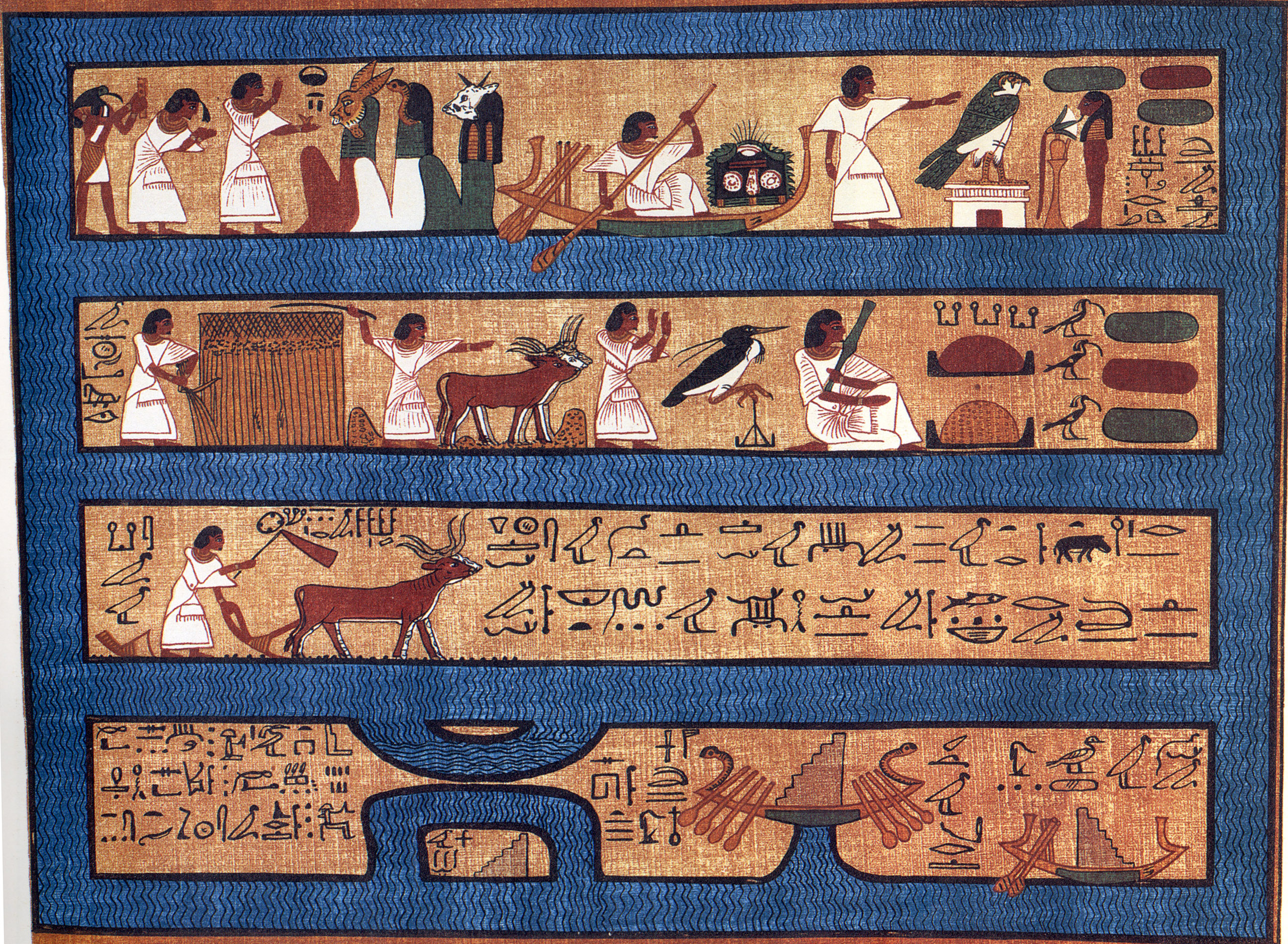
Reprezentare grafică a Duatului, lumea subterană (sau lumea cealaltă / de dincolo) la vechii egipteni. Apare în Cartea Morților de E. A. Wallis Budge, ediția ce include Papirusul lui Ani, publicată de James Wasserman. Autorul imaginii este un egiptean antic necunoscut, 1300 î.Hr.

Cele mai vechi manuscrise au fost publicate în urma expediției egiptene conduse de Napoleon Bonaparte în "Descrierea Egiptului" (1821). Jean Francois Champollion a fost unul dintre primii traducători. În 1842 Karl Richard Lepsius a publicat o versiune datată ca fiind din epoca Ptolomaică și a inventat numele de "Cartea Morților", un titlu necunoscut și neutilizat de vechii egipteni. Karl Richard Lepsius creează și sistemul de numerotare al capitolelor care este încă în uz. Samuel Birch a publicat prima versiune în limba engleză în 1867. Edouard Naville a publicat ceea ce avea să devină prima editie completă, standard, în trei volume (1886). Folosind textele papirusurilor din British Museum E. A. Wallis Budge a publicat în 1890 o ediție ce includea Papirusul lui Ani, care nu apare la Edouard Naville. Ediția în engleză a lui Peter le Page Renouf a fost publicată în mai multe părți  începînd cu anul 1892. Ediția hieroglifică a lui Budge a fost publicat în 1898 și este încă utilizată pe scară largă. Traducerea în limba engleză din 1901 a lui Budge încă se mai publică. Mai multe traduceri recente în limba engleză au fost publicate de T. G. Allen (1974) și Raymond O. Faulkner (1972)